# Gargara pellucida
Gargara pellucida är en insektsart som beskrevs av Ananthasubramanian 1980. Gargara pellucida ingår i släktet Gargara och familjen hornstritar. Inga underarter finns listade i Catalogue of Life.